# 스티븐 키츠

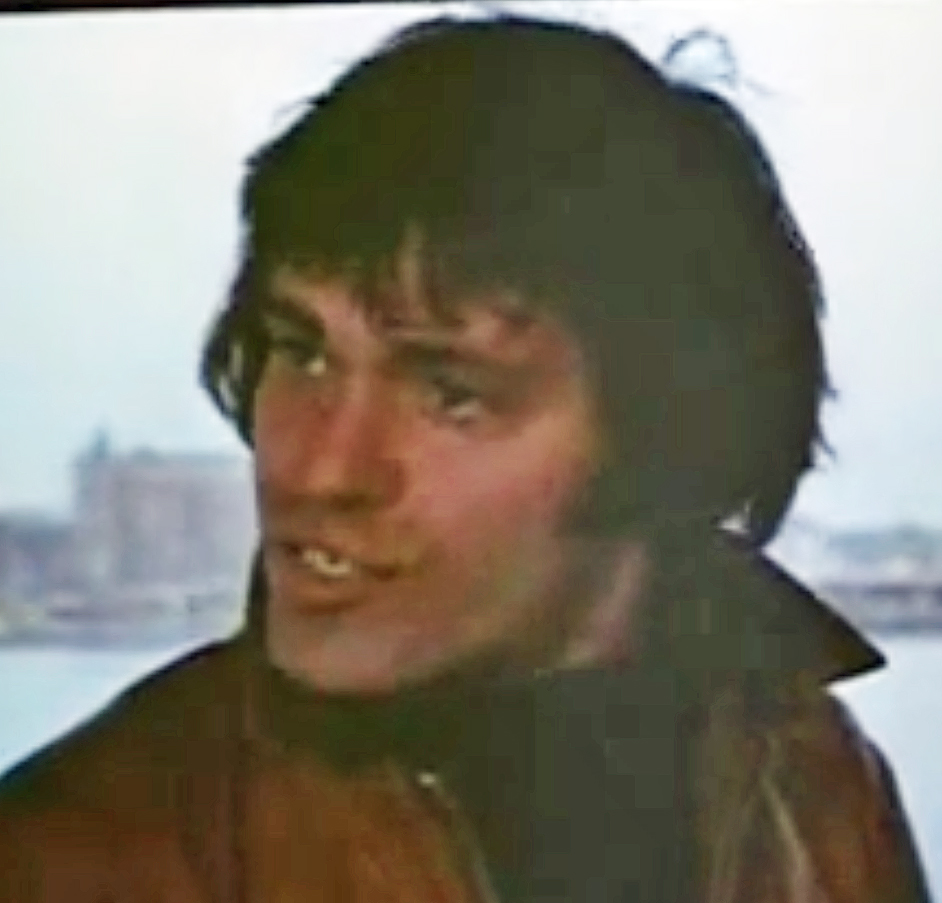

스티븐 키츠(Steven Keats, 1945년 2월 6일 ~ 1994년 5월 8일)는 미국의 배우, 텔레비전 배우, 영화배우, 연극 배우이다.
브롱크스에서 태어났으며 뉴욕에서 사망하였다.

## 영화
- 바이브레이션 (1995년)
- 법과 질서 (1990년)
- 불멸의 열정 (1989년)
- 위험한 관계 (1988년)
- 소방관 터크 182 (1985년)
- 후커와 로마노 (1982년)
- 분노의 보안관 (1982년)
- 남자의 진실 (1982년)
- 달리는 사이먼 (1981년)
- 더 폴 가이 (1981년)
- 고도의 미녀들 (1979년)
- 마지막 공룡 (1977년)
- 블랙 썬데이 (1977년)
- 7인의 독수리 (1976년)
- 겜블러 (1974년)
- 데스 위시 (1974년) - 잭 토비 역
- 에디 코일의 친구들 (1973년)
- 샌프란시스코 수사반 (1972년)
- 경찰 초년병 (1972년)